# Mary Collyer
Mary Collyer, de soltera Mary Mitchell, (c. 1716 – 1762) fue una novelista y traductora inglesa. Se casó con Joseph Collyer el viejo, un escritor y vendedor de libros; su hijo, Joseph Collyer el joven, fue un grabador que ilustró la traducción de su madre de Death of Abel.

## Obra
- The Virtuous Orphan (1743), traducción de La vie de Marianne de Marivaux.
- Memoirs of the Countess de Bressol … from the French (2 vols., 1743).
- Felicia to Charlotte: being letters from a young lady in the country, to her friend in town. Containing a series of most interesting Events, interspersed with Moral Reflections; chiefly tending to prove, that the Seeds of Virtue are implanted in the Mind of Every Reasonable Being. (1744–9, en 2 vols). –novela propia–
- The Christmas Box (1748–9).
- Death of Abel (1761), traducción de la obra de Solomon Gessner, Der Tod Abels (1758).
- The Messiah (2 vols., 1763), traducción de la obra de Friedrich Gottlieb Klopstock, Der Messias. Completada y publicada por su marido.